# Plectreuridae
Los plectréuridos (Plectreuridae) son una familia de arañas araneomorfas. Se encuentran únicamente en Norteamérica y en la Isla de Cuba. Solo se conocen dos géneros, llamados Plectreurys y Kibramoa.

## Especies
Kibramoa Chamberlin, 1924
- Kibramoa guapa Gertsch, 1958 (EUA, México)
- Kibramoa hermani Chamberlin & Ivie, 1935 (EUA)
- Kibramoa isolata Gertsch, 1958 (México)
- Kibramoa madrona Gertsch, 1958 (EUA)
- Kibramoa paiuta Gertsch, 1958 (EUA)
- Kibramoa suprenans (Chamberlin, 1919) (EUA)
  - Kibramoa suprenans pima Gertsch, 1958 (EUA)
- Kibramoa yuma Gertsch, 1958 (EUA)

Plectreurys Simon, 1893
- Plectreurys angela Gertsch, 1958 (EUA)
- Plectreurys ardea Gertsch, 1958 (México)
- Plectreurys arida Gertsch, 1958 (México)
- Plectreurys bicolor Banks, 1898 (México)
- Plectreurys castanea Simon, 1893 (EUA)
- Plectreurys ceralbona Chamberlin, 1924 (México)
- Plectreurys conifera Gertsch, 1958 (EUA)
- Plectreurys deserta Gertsch, 1958 (EUA)
- Plectreurys globosa Franganillo, 1931 (Cuba)
- Plectreurys hatibonico Alayón, 2003 (Cuba)
- Plectreurys janzeni Alayón & Víquez, 2011 (Guatemala a Costa Rica)
- Plectreurys misteca Gertsch, 1958 (México)
- Plectreurys mojavea Gertsch, 1958 (EUA)
- Plectreurys monterea Gertsch, 1958 (EUA)
- Plectreurys nahuana Gertsch, 1958 (México)
- Plectreurys oasa Gertsch, 1958 (EUA)
- Plectreurys paisana Gertsch, 1958 (México)
- Plectreurys schicki Gertsch, 1958 (EUA)
- Plectreurys tecate Gertsch, 1958 (México)
- Plectreurys tristis Simon, 1893 (EUA, México)
- Plectreurys valens Chamberlin, 1924 (México)
- Plectreurys vaquera Gertsch, 1958 (México)
- Plectreurys zacateca Gertsch, 1958 (México)